# West Ashton
West Ashton är en ort och civil parish i Storbritannien.   Den ligger i grevskapet Wiltshire och riksdelen England, i den södra delen av landet, 140 km väster om huvudstaden London. West Ashton ligger 86 meter över havet och antalet invånare är 737.
Terrängen runt West Ashton är platt.Runt West Ashton är det ganska tätbefolkat, med 239 invånare per kvadratkilometer. Närmaste större samhälle är Trowbridge, 3,3 km nordväst om West Ashton. Trakten runt West Ashton består till största delen av jordbruksmark.